# Jean-Michel Daoust
Pour les articles homonymes, voir Daoust.
Jean-Michel Daoust, né le 24 novembre 1983 à Salaberry-de-Valleyfield dans la province de Québec au Canada, est un joueur professionnel canadien de hockey sur glace.

## Carrière de joueur
Il attaque sa carrière en 2000 dans la Ligue de hockey junior majeur du Québec. Il joue quatre ans pour les Olympiques de Hull qui l'ont repêché de L'Intrépide de Gatineau en midget AAA. En 2004, lors de la Coupe Memorial, les Olympiques de Gatineau échouent en finale face aux Rockets de Kelowna. Il est nommé dans l'équipe d'étoiles du tournoi. En 2004, après un passage avec l'Université McGill il rejoint le Saint-François de Sherbrooke. Il est élu recrue offensive de la saison 2004-2005 en ne disputant que la dernière partie de l'année en LNAH. En 2005, il rejoint les Trashers de Danbury en United Hockey League. La saison suivante, il signe avec les Cyclones de Cincinnati en ECHL. Il se joint le 16 janvier 2008 aux Penguins de Wilkes-Barre/Scranton dans la Ligue américaine de hockey qui est affiliée avec les Penguins de Pittsburgh (LNH). Néanmoins, il termine la saison avec les Cyclones et remporte la Coupe Kelly.
En 2013-2014, il joue avec le club norvégien du Stavanger ishockeyklubb. Il aide son équipe à remporter la Coupe continentale en inscrivant 5 points. Plus tard dans la saison, il remporte le titre de champion de Norvège quand son équipe bat en finale Vålerenga ishockey en six matchs ; la dernière rencontre se solde sur le score de 1-0, l'unique but étant inscrit par Daoust.

## Trophées et honneurs personnels
- 2000 : repêché par les Olympiques de Hull de la LJHMQ en 60e position.
- 2003-2004 :
  - élu dans la première équipe d'étoiles de la ligue en tant qu'ailier droit.
  - élu dans l'équipe d'étoiles lors du tournoi de la Coupe Memorial.
- 2004-2005 : reçoit le Trophée de la recrue offensive de la LNAH
- 2013-2014 :
  - remporte la Coupe Continentale avec les Stavanger Oilers
  - champion de Norvège avec les Stavanger Oilers
- 2014-2015 : champion de Norvège avec les Stavanger Oilers
- 2015-2016 : champion de DEL2 avec les EC Kassel Huskies

## Statistiques
| Saison    | Équipe                            | Ligue      |    | Saison régulière | Saison régulière | Saison régulière | Saison régulière | Saison régulière |    | Séries éliminatoires | Séries éliminatoires | Séries éliminatoires | Séries éliminatoires | Séries éliminatoires |
| Saison    | Équipe                            | Ligue      | PJ | B                | A                | Pts              | Pun              | PJ               | B  | A                    | Pts                  | Pun                  |                      |                      |
| 2000-2001 | Olympiques de Hull                | LHJMQ      | 68 | 23               | 27               | 50               | 84               | 5                | 0  | 0                    | 0                    | 8                    |                      |                      |
| 2001-2002 | Olympiques de Hull                | LHJMQ      | 72 | 16               | 20               | 36               | 91               | 10               | 2  | 1                    | 3                    | 11                   |                      |                      |
| 2002-2003 | Olympiques de Hull                | LHJMQ      | 72 | 34               | 60               | 94               | 104              | 20               | 12 | 25                   | 37                   | 28                   |                      |                      |
| 2003-2004 | Olympiques de Gatineau            | LHJMQ      | 60 | 31               | 65               | 96               | 82               | 15               | 7  | 15                   | 22                   | 16                   |                      |                      |
| 2004-2005 | Redmen de l'Université McGill     | SIC        | 13 | 8                | 5                | 13               | 37               | -                | -  | -                    | -                    | -                    |                      |                      |
| 2004-2005 | Saint-François de Sherbrooke      | LNAH       | 24 | 8                | 15               | 23               | 14               | 7                | 3  | 3                    | 6                    | 16                   |                      |                      |
| 2005-2006 | Trashers de Danbury               | UHL        | 70 | 30               | 35               | 65               | 73               | 18               | 7  | 4                    | 11                   | 8                    |                      |                      |
| 2006-2007 | Cyclones de Cincinnati            | ECHL       | 71 | 32               | 30               | 62               | 63               | 10               | 3  | 5                    | 8                    | 8                    |                      |                      |
| 2007-2008 | IceHogs de Rockford               | LAH        | 1  | 0                | 0                | 0                | 0                | -                | -  | -                    | -                    | -                    |                      |                      |
| 2007-2008 | Cyclones de Cincinnati            | ECHL       | 36 | 27               | 24               | 51               | 54               | 17               | 6  | 12                   | 18                   | 4                    |                      |                      |
| 2007-2008 | Penguins de Wilkes-Barre/Scranton | LAH        | 37 | 5                | 13               | 18               | 4                | 2                | 0  | 0                    | 0                    | 0                    |                      |                      |
| 2008-2009 | Penguins de Wilkes-Barre/Scranton | LAH        | 58 | 10               | 18               | 28               | 24               | 12               | 5  | 4                    | 9                    | 12                   |                      |                      |
| 2009-2010 | Aeros de Houston                  | LAH        | 78 | 21               | 34               | 55               | 38               | -                | -  | -                    | -                    | -                    |                      |                      |
| 2010-2011 | Aeros de Houston                  | LAH        | 72 | 12               | 18               | 30               | 39               | 11               | 4  | 1                    | 5                    | 17                   |                      |                      |
| 2011-2012 | Straubing Tigers                  | DEL        | 45 | 5                | 12               | 17               | 52               | -                | -  | -                    | -                    | -                    |                      |                      |
| 2012-2013 | Graz 99ers                        | EBEL       | 45 | 16               | 22               | 38               | 65               | 5                | 1  | 0                    | 1                    | 5                    |                      |                      |
| 2013-2014 | Stavanger Oilers                  | GET Ligaen | 49 | 19               | 38               | 57               | 42               | 17               | 5  | 13                   | 18                   | 4                    |                      |                      |
| 2014-2015 | Stavanger Oilers                  | GET Ligaen | 37 | 11               | 27               | 38               | 61               | 15               | 4  | 6                    | 10                   | 14                   |                      |                      |
| 2015-2016 | EC Kassel Huskies                 | DEL2       | 45 | 17               | 25               | 42               | 62               | 16               | 3  | 10                   | 13                   | 49                   |                      |                      |
| 2016-2017 | Assurancia de Thetford            | LNAH       | 31 | 15               | 22               | 37               | 24               | 14               | 3  | 7                    | 10                   | 14                   |                      |                      |
| 2017-2018 | Assurancia de Thetford            | LNAH       | 28 | 15               | 13               | 28               | 17               | 4                | 3  | 0                    | 3                    | 2                    |                      |                      |
| 2018-2019 | Pétroliers du Nord                | LNAH       | 5  | 0                | 1                | 1                | 0                | 1                | 1  | 0                    | 1                    | 0                    |                      |                      |
| 2018-2019 | Assurancia de Thetford            | LNAH       | 17 | 5                | 3                | 8                | 29               | -                | -  | -                    | -                    | -                    |                      |                      |
| 2018-2019 | Vaudreuil-Dorion Titans           | LNAH       | 7  | 9                | 6                | 15               | 13               | -                | -  | -                    | -                    | -                    |                      |                      |
| 2019-2020 | Pétroliers du Nord                | LNAH       | 32 | 16               | 22               | 38               | 33               | -                | -  | -                    | -                    | -                    |                      |                      |